# Serge Le Péron
Serge Le Péron, né le 13 mai 1948 à Paris, est un réalisateur et scénariste français.

## Biographie
D'abord étudiant à l'université Paris VIII, Serge Le Péron y devient enseignant.
Il intègre les Cahiers du cinéma en 1975 et, dans les années 1980, réalise des séquences documentaires pour le magazine télévisé Cinéma, cinémas.

## Filmographie

### Documentaires
- 1976 : L'Olivier (co-réalisateur)
- 1996 : Joseph Kosma (documentaire sur le compositeur)
- 2001 : Léaud l'unique
- 2007 : Sacha Guitry et le cinéma : un amour masqué
- 2010 :  Gilles Jacob, l'arpenteur de La Croisette
- 2012 : Serge Daney : le cinéma et le monde
- 2023 : Mémoires de Palestine[2]

### Longs métrages
- 1983 : Transit (scénariste)[3]
- 1984 : Laisse béton
- 1995 : Sésame, ouvre-toi !
- 2000 : L'Affaire Marcorelle
- 2002 : Mê Thao, il fut un temps
- 2005 : J'ai vu tuer Ben Barka
- 2008 : Françoise Dolto, le désir de vivre
- 2009 : L'Armée du crime (scénariste)
- 2015 : L'Astragale (scénariste)

### Acteur
- Le cinéma français se porte bien : lui-même[4]